# 再別康橋

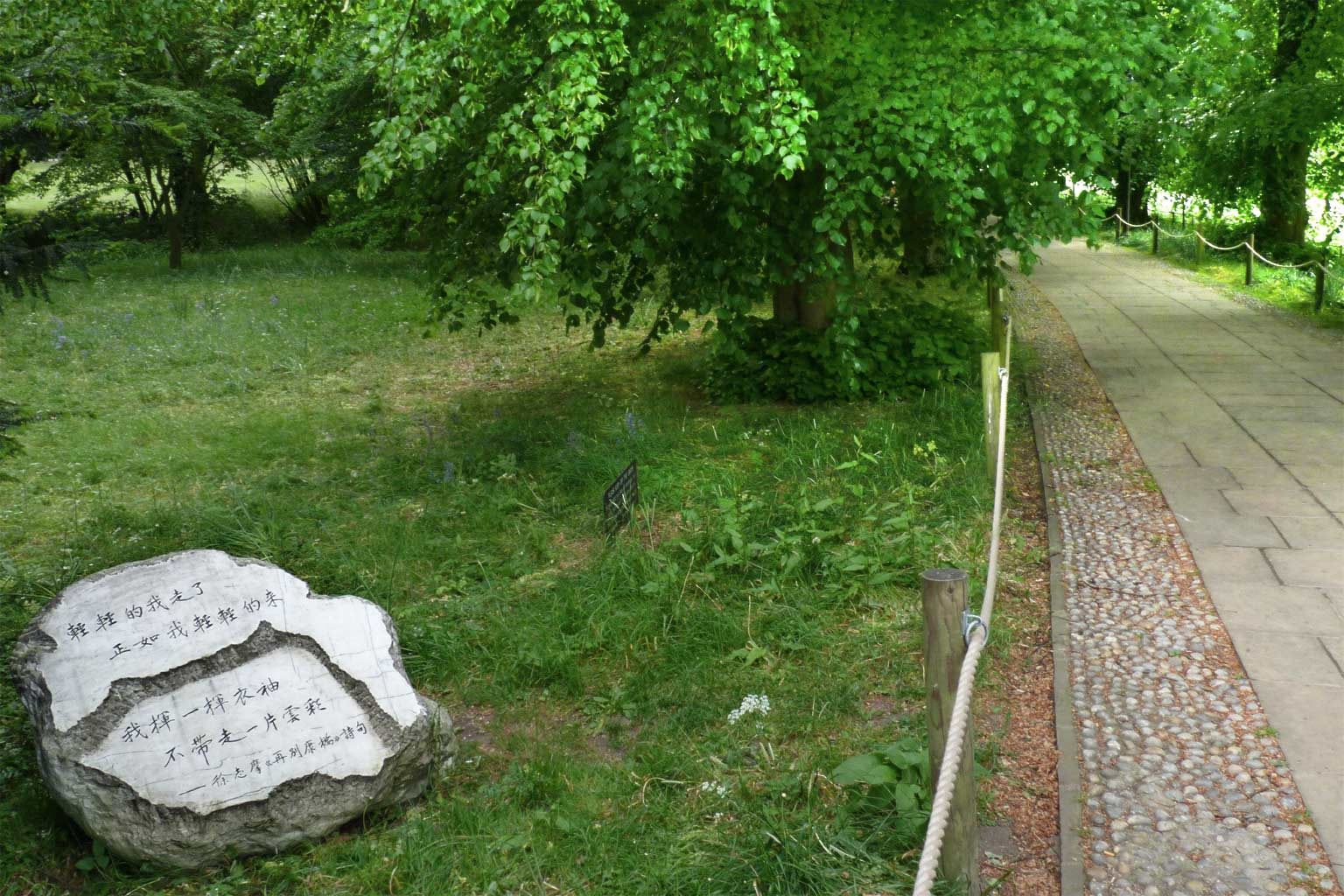
位於剑桥大学国王学院，紀念徐志摩《再別康橋》一詩的石頭

《再別康橋》是中國近代詩人徐志摩的新詩。該作品在1928年11月6日完成，同年12月10日刊於《新月》月刊第1卷第10號，后收入《猛虎集》。自該新詩出版後，詩被多次譜上樂曲，詩句也廣為流傳。

## 背景
徐志摩上过多所大學，1914年考入上海滬江大學，其後轉讀國立北洋大學（今天津大學）、國立北京大學（今北京大學）、美國克拉克大學、哥倫比亞大學、英國倫敦大學，但直至1922年3月，他與張幼儀離婚後，进入劍橋大學國王學院旁聽了七個月，並结識了林徽音及其父林长民，這一短暫經歷對徐志摩卻影響至深。
他曾說自己離开美國後，仍一如草包，但住在劍橋時，每天忙著散步、划船、騎自轉車、抽煙、閒談、吃五點鐘茶、嚐油烤餅、看閒書，回國時發現自己原先只是一肚子顢頇。他在《吸煙與文化》 一文曾說：「我的眼是康橋教我睜的，我的求知欲是康橋給我撥動的，我的自我的意識是康橋給我胚胎的。」
劍橋的一景一物，自此成為徐志摩的創作靈感的泉源。1922年，徐志摩從劍橋留學回歸中國後，曾作新詩《康橋，再會罷！》；1926年，徐志摩再度抵達英國，發表散文《我所知道的康橋》；而1928年他第三次遊歷劍橋後，寫成《再別康橋》，這亦是徐志摩短暫人生中最後一次到訪劍橋，作品完成後3年，他在飛機意外中罹難身亡。
他在撰寫《再別康橋》後說：「這是我第三次對康橋表達最深切最難捨離的感情，或許未來的時日裡，她只能永存在我的內心深處了！」他夫子自道，離開劍橋時，雖然仍聽機械的轟鳴和看見不少高樓大廈，但這首詩是特意向雲彩、金柳、柔波、青草和星輝作告別，跳出人與人之間離別的俗套，減少「傷離別」的味道。而全詩中所指的「輕輕」、「悄悄」、「沉默」是要營造寂然無聲的氣氛，減少沉重感，而多一點飄逸。

## 後世引用
- 此诗被人民教育出版社收录在《普通高中课程标准实验教科书·语文·选择性必修3》
- 此詩作是香港中學會考中文科舊課程（1993-2006年期間採用）的指定課文（俗稱「範文」），公開試的試題可能會問及此詩，學生須討論和評價其詩句。
- 中華民國教育部把此詩列為中學國文課本的一部分，收錄在龍騰文化版高中國文課本第一冊[2]，故詩句在台灣廣為傳誦。
- 新格唱片金韻獎優勝者合輯《金韻獎第一集》收錄改編自此詩的同名歌曲，由李達濤作曲、范廣惠（本名范廣慧）演唱。
- 點將唱片張清芳重唱校園民歌專輯《留聲》中收錄此曲。
- 蔡琴將此曲收錄於個人專輯《愛像一首歌》中。
- 萬芳將此歌收錄在《林萬芳歌本》中。
- 香港填詞人林振強曾把此詩改編為粵語版，名為《劍橋拜拜》。
- 女子組合S.H.E專輯《Play》裡的同名歌曲，歌詞內容取材自徐志摩的淒美愛情故事，同時回應《再別康橋》原詩。
- 林宥嘉專輯《神秘嘉賓》裡收錄同名歌曲，用音樂重新演繹這首詩。
- 魔術師黃柏翰將此詩意境融入其魔術作品《再別康橋》，並拿下多個獎項，且以此作品代表台灣參加FISM大賽。